# Bernat de Pau
Bernat de Pau (spanisch: Bernardo de Pau, * 1394 in Banyuls de la Marenda; † 26. März 1457 in Girona) war von 1436 bis 1457 Bischof von Girona. Er gehörte dem Geschlecht der Pau-Ritter an, die ursprünglich aus dem Alt Empordà stammten.

## Leben und Werk
Bernat de Pau  wurde als Sohn von Joan de Pau i Rubió, Baron von Pau und Herr von Abelles, geboren. Er war als Doktor der Rechtswissenschaft ausgebildet. 1417 wurde er Domherr von Girona. 1424 wurde er Archediakon von Elne. Von 1419 bis 1436 wirkte er als Generalvikar der Diözese Girona und ab 1436 als deren Bischof.
1436 verfügte Bernat de Pau mit seinem Domkapitel, dass nur Söhne adliger Familien Domherren von Girona werden könnten. Dies wurde durch das Konzil von Basel 1437 bestätigt. Papst Eugen IV. berief ihn 1444 nach Rom, wo er sich zweieinhalb Jahre aufhielt. Erkrankt nahm er 1450 Miquel, den Titularbischof von Nicäa, als seinen Assistenten. Er errichtete die Paulus-Kapelle in der Kathedrale von Girona, in der er später bestattet wurde. Er schmückte den Hochaltar und ließ das Taufbecken in der Kathedrale bauen. Sein Leichnam wird in einem kunstvollen Sarkophag aufbewahrt. Sein Grab ist eines der repräsentativsten Werke der spätgotischen Bildhauerei in Katalonien. Seine Schwester Caterina de Pau war die Mutter von Kardinal Joan Margarit i de Pau.